# Línea de Uerdingen

Línea de Uerdingen

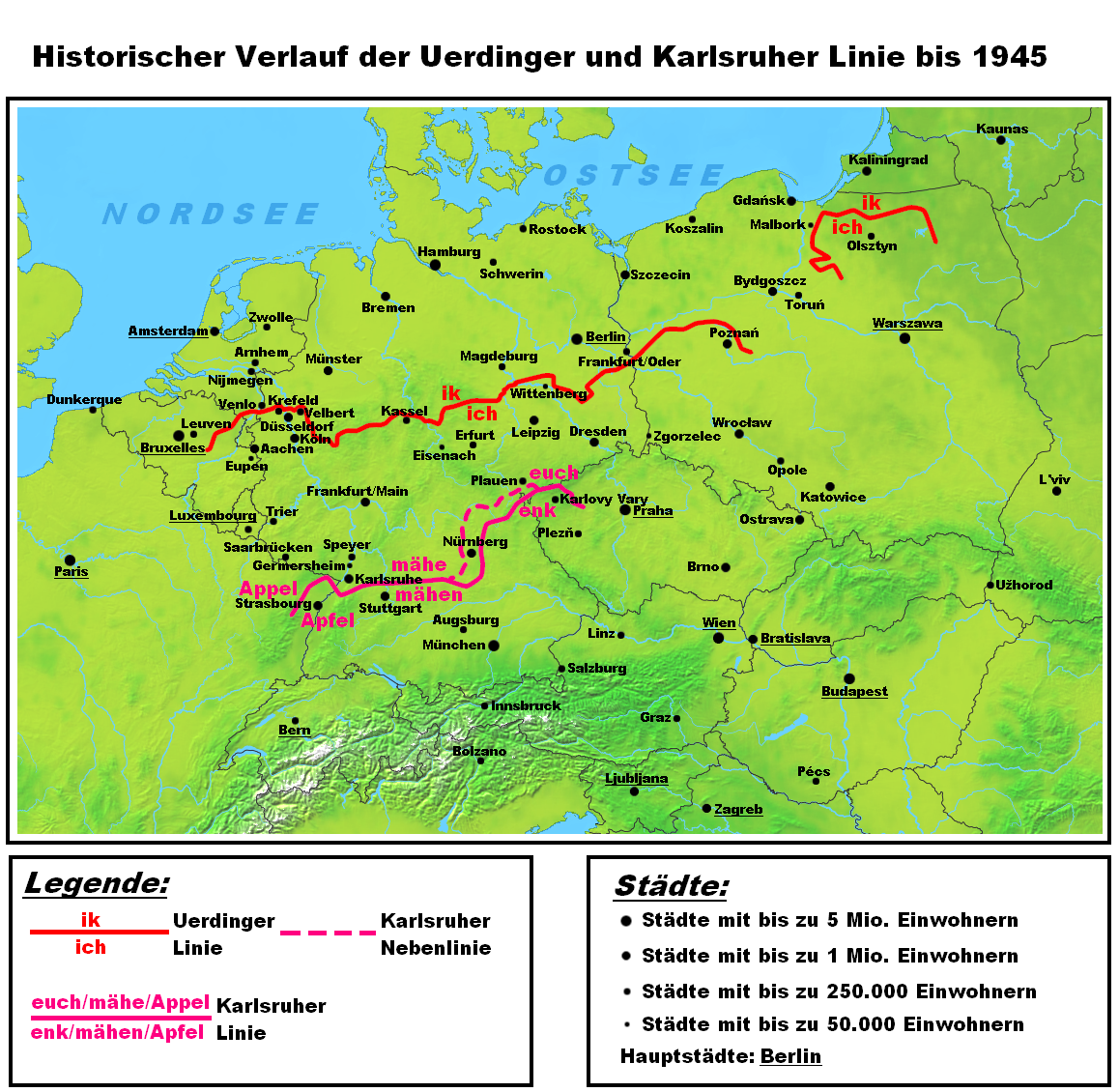
La línea de Uerdingen y la línea de Karlsruhe. La línea de Karlsruhe divide los dialectos del alto alemán de los del alto fráncico.

La línea de Uerdingen (nombrada así por Georg Wenker) es la isoglosa de las lenguas germánicas occidentales que separa los dialectos que conservan el sonido k a final de palabra (al norte de la línea) de los dialectos en los que la consonante k a final de palabra ha mutado a ch (AFI [x]) (al sur de la línea). Un ejemplo es el del pronombre de la primera persona del singular (yo, en español): al norte de la línea, esta palabra es ik, mientras que al sur de la línea la palabra es ich o los dialectales ech, esch o isch. Esta mutación consonántica es la más septentrional de las mutaciones que caracterizan a los dialectos del alto alemán y el alemán central. La línea pasa por Bélgica, los Países Bajos y Alemania.
Al norte de la línea de Uerdingen se habla bajo alemán y neerlandés. Al sur de la línea de Uerdingen se habla alemán central. En la zona comprendida entre la línea de Uerdingen y la línea de Benrath hacia el sur, que incluye partes de Bélgica y los Países Bajos, se habla el dialecto germánico limburgués. Las lenguas regionales han sido sustituidas en gran parte por el alemán estándar desde el siglo XX, especialmente en el este de Alemania.
El extremo occidental de la línea de Uerdingen está en Bierbeek, al suroeste de Lovaina, en la provincia del Brabante Flamenco (Bélgica). A partir de este punto, discurre en dirección noreste, pasando por el norte de Hasselt y Weert, en los Países Bajos, desde donde se dirige al este. Pasa por el sur de Venlo para entrar en Renania (Alemania). Pasa por Kempen y Krefeld-Hüls, y atraviesa el Rin en Uerdingen, el barrio de Krefeld que le da su nombre. A partir de aquí, la isoglosa pasa por el sur de Mülheim an der Ruhr-Saarn y Essen-Kettwig, donde gira al sureste. Continúa por Wuppertal-Elberfeld, Gummersbach y Bergneustadt. Más al este, forma la frontera entre el Sauerland (al norte) y el Siegerland (al sur). Pasa por el norte de Kassel, el sur de Magdeburgo y el norte de Wittenberg. Al sur de Brandeburgo, en el este de Alemania, la isoglosa pasa por Halbe, Hermsdorf, Freidorf y Staakow.